# Garelli VIP
Il Garelli VIP è un ciclomotore prodotto dalla casa motociclistica italiana Agrati-Garelli dal 1978 al 1991.
Nel 2001 e nel 2006 tale denominazione è stata reintrodotta attribuita a scooter di produzione cinese.

## VIP 1-2-3-4
Presentato nel 1978 come erede del Gulp, il Vip ne manteneva le caratteristiche tecniche, ma con una ciclistica nuova. Tre le versioni al lancio:
- Vip 1V, monomarcia;
- Vip 2V, a due marce con cambio progressivo automatico;
- Vip 3V, a tre marce con cambio a manopola.

Successivamente la gamma verrà ampliata con una versione a 4 marce a pedale (il "Vip 4V"), che nel tempo guadagnerà anche la lubrificazione separata (1982). Da ricordare, nel 1984, il lancio del "Vip 4V Trussardi", rivisto dalla nota casa di moda con inserti in radica sul serbatoio, borse laterali e portadocumenti sul manubrio in crespo con guarnizioni in pelle, costruito in mille esemplari numerati.
Con la crisi finanziaria della Casa lombarda, la produzione del Vip cessò nel 1991, in seguito alla liquidazione della Garelli.

## Riutilizzo della denominazione
La denominazione Garelli VIP fu reintrodotta nel 2001 attribuita ad uno scooter prodotto in Cina commercializzato in Italia fino al 2002; tale scooter adotta una motorizzazione 50 due tempi, abbinata ad un cambio automatico e una nuova forcella monobraccio.
Nel 2006 viene presentato un nuovo scooter denominato Garelli VIP sempre di produzione cinese, cambiando completamente forma e motorizzazione e con una forcella tradizionale, prodotto fino al 2007, in quest'ultimo anno di produzione adottò un inedito motore quattro tempi.
Tali modelli non avevano nulla in comune con lo storico VIP, trattandosi di semplici scooter cinesi rimarchiati prodotti a Jiangmen dalla Baotian Motorcycle.